# Edward Żuławnik

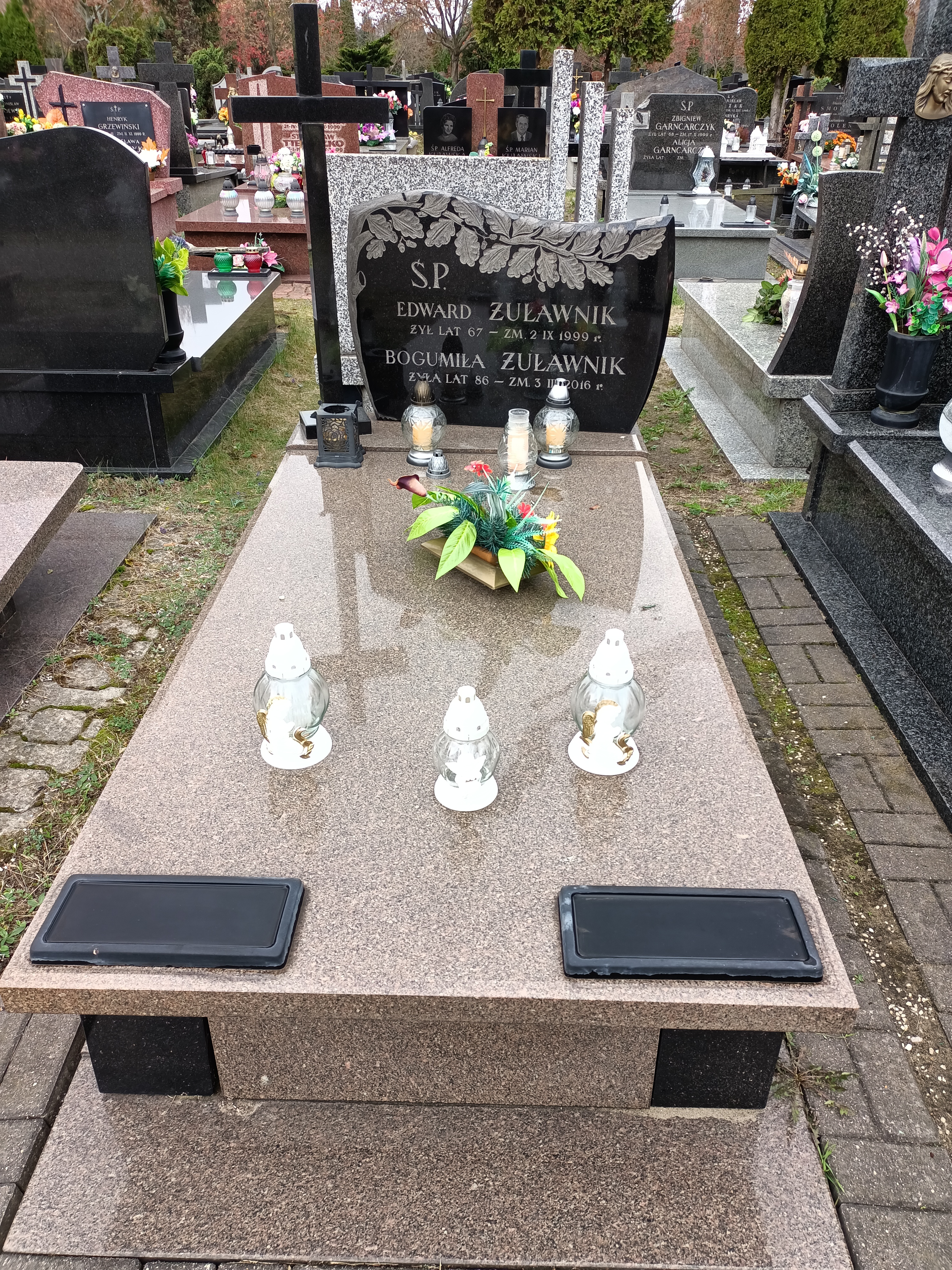
Grób Edwarda Żuławnika na Cmentarzu Komunalnym Północnym w Warszawie

Edward Żuławnik (ur. 23 listopada 1932 r. w Wychódźcu, zm. 1 września 1999 r. w Warszawie) – zapaśnik, trener, olimpijczyk z Letnie Igrzyska Olimpijskie 1960.
Specjalista stylu klasycznego w zapasach. Walczył w kategorii półśredniej w której zdobył dwukrotnie mistrzostwo Polski w latach 1960, 1961. Po zakończeniu kariery sportowej trener oraz sędzia międzynarodowy.
Na igrzyskach olimpijskich w Rzymie zajął 25. miejsce (po przegraniu pierwszej walki wycofał się z zawodów z powodu kontuzji).